# Estação Richard-Lenoir
Richard-Lenoir é uma estação da linha 5 do Metrô de Paris, localizada no 11.º arrondissement de Paris.

## Localização
A estação está localizada no boulevard Richard-Lenoir, ao longo do canal Saint-Martin, a nível da allée Verte e da rue Pelée.

## História
Ela foi aberta em 17 de dezembro de 1906 durante a extensão da linha 5 de Mazas (hoje Quai de la Rapée) a Lancry (hoje Jacques Bonsergent). Ele está situada no boulevard Richard-Lenoir, ao sul do cruzamento com a rue Pelée.

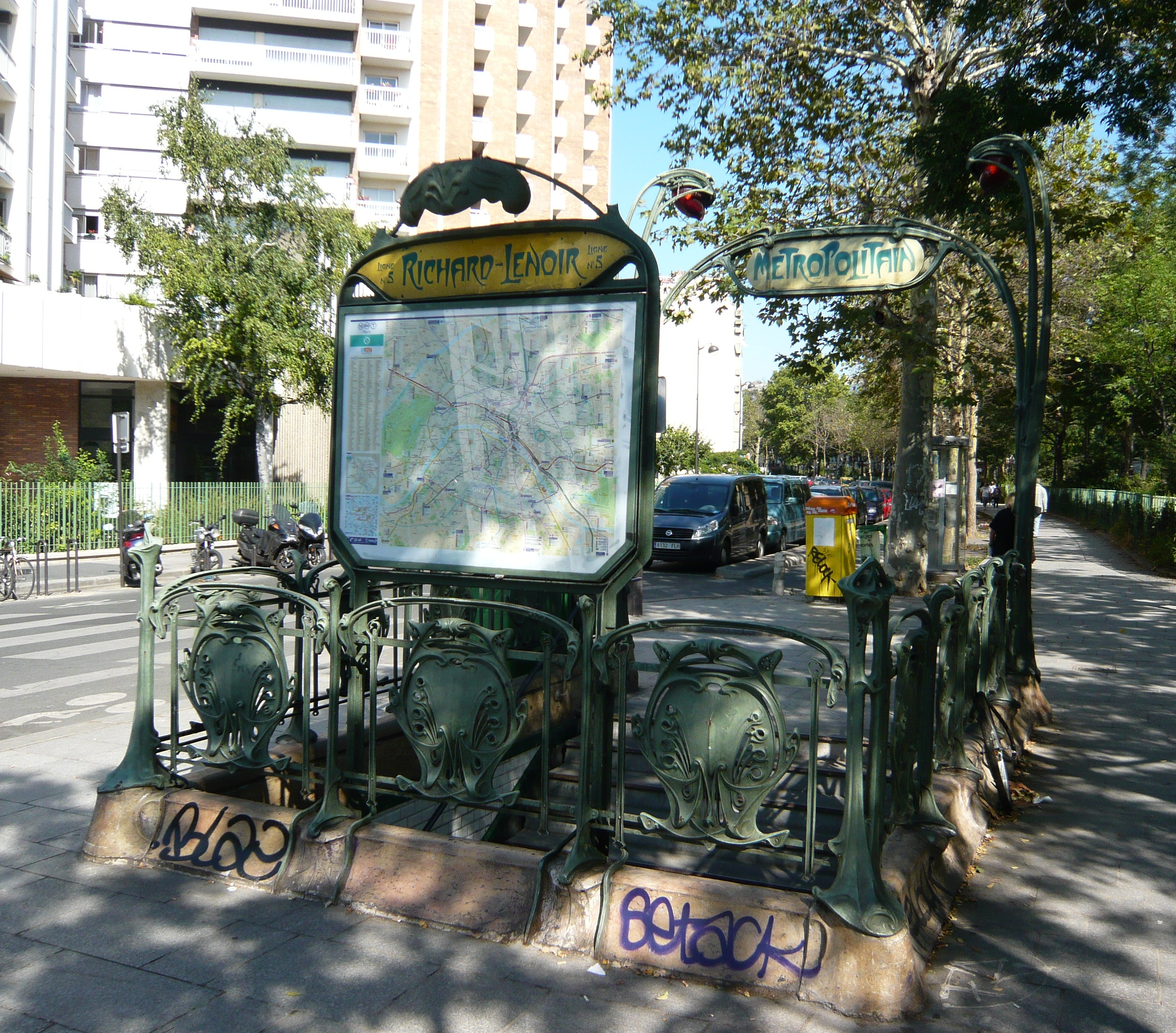
Edícula Guimard de acesso à estação.

O boulevard Richard-Lenoir homenageia o manufatureiro francês François Richard, que era sócio de José Lenoir-Dufresne. No momento de sua morte, ele adotou o nome de parte a lembrança da empresa, que haviam empreendido em comuns e, quando chamado a partir de agora "François Richard-Lenoir".
Em 2011, 1 640 016 passageiros vieram para esta estação. Ela viu entrar 1 767 814 passageiros em 2013, o que a coloca na 263ª posição das estações de metrô por sua frequência em 302.

## Serviços aos Passageiros

### Acessos
A estação dispõe de novo duas saídas desde a renovação da estação concluída no final de 2007. Na verdade, a segunda saída, em frente à rue Gaby-Sylvia, foi reaberta. A outra saída também está situada no lado oeste do terrapleno, em frente ao n° 65 do boulevard Richard-Lenoir. O acesso projetado por Guimard é objeto de uma inscrição ao título dos monumentos históricos desde 29 de maio de 1978.

### Plataformas
Richard-Lenoir é uma estação de configuração padrão: ele tem duas plataformas laterais, separadas pelas vias do metrô. Estabelecido ao nível do solo, o teto é constituído em um tabuleiro metálico, onde as vigas, de cor prateada, são suportados por pés-direitos verticais. As plataformas são decoradas em estilo "Andreu-Motte" com uma rampa luminosa amarela e assentos "Motte" verdes. Os tímpanos e os pés-direitos são equipados com telhas planas brancas colocadas verticalmente e alinhadas. Os quadros publicidade são feitos de metal e o nome da estação é na fonte Parisine em placa esmaltada.

### Intermodalidade
A estação não dispõe de correspondência com a rede de ônibus RATP.